# Danh sách tiểu hành tinh: 13401–13500
| Tên                    | Tên đầu tiên | Ngày phát hiện       | Nơi phát hiện                      | Người phát hiện                                        |
| ---------------------- | ------------ | -------------------- | ---------------------------------- | ------------------------------------------------------ |
| 13401 -                | 1999 RA133   | 9 tháng 9 năm 1999   | Socorro                            | LINEAR                                                 |
| 13402 -                | 1999 RV165   | 9 tháng 9 năm 1999   | Socorro                            | LINEAR                                                 |
| 13403 Sarahmousa       | 1999 RJ167   | 9 tháng 9 năm 1999   | Socorro                            | LINEAR                                                 |
| 13404 Norris           | 1999 RT177   | 9 tháng 9 năm 1999   | Socorro                            | LINEAR                                                 |
| 13405 Dorisbillings    | 1999 ST1     | 21 tháng 9 năm 1999  | Calgary                            | G. W. Billings                                         |
| 13406 Sekora           | 1999 TA4     | 2 tháng 10 năm 1999  | Ondřejov                           | L. Šarounová                                           |
| 13407 -                | 1999 TF4     | 4 tháng 10 năm 1999  | JCPM Sapporo                       | K. Watanabe                                            |
| 13408 Deadoklestic     | 1999 TF14    | 10 tháng 10 năm 1999 | Đài thiên văn Zvjezdarnica Višnjan | K. Korlević, M. Jurić                                  |
| 13409 -                | 1999 US      | 16 tháng 10 năm 1999 | Višnjan Observatory                | K. Korlević                                            |
| 13410 Arhale           | 1999 UX5     | 29 tháng 10 năm 1999 | Catalina                           | CSS                                                    |
| 13411 OLRAP            | 1999 UO7     | 31 tháng 10 năm 1999 | Bédoin                             | P. Antonini                                            |
| 13412 Guerrieri        | 1999 UJ8     | 29 tháng 10 năm 1999 | Catalina                           | CSS                                                    |
| 13413 Bobpeterson      | 1999 UF9     | 29 tháng 10 năm 1999 | Catalina                           | CSS                                                    |
| 13414 Grantham         | 1999 UN25    | 29 tháng 10 năm 1999 | Catalina                           | CSS                                                    |
| 13415 -                | 1999 UT25    | 29 tháng 10 năm 1999 | Catalina                           | CSS                                                    |
| 13416 -                | 1999 UX25    | 30 tháng 10 năm 1999 | Catalina                           | CSS                                                    |
| 13417 -                | 1999 VH6     | 5 tháng 11 năm 1999  | Oizumi                             | T. Kobayashi                                           |
| 13418 -                | 1999 VO9     | 8 tháng 11 năm 1999  | Đài thiên văn Zvjezdarnica Višnjan | K. Korlević                                            |
| 13419 -                | 1999 VJ10    | 9 tháng 11 năm 1999  | Oizumi                             | T. Kobayashi                                           |
| 13420 -                | 1999 VN10    | 9 tháng 11 năm 1999  | Oizumi                             | T. Kobayashi                                           |
| 13421 Holvorcem        | 1999 VO12    | 11 tháng 11 năm 1999 | Fountain Hills                     | C. W. Juels                                            |
| 13422 -                | 1999 VM19    | 10 tháng 11 năm 1999 | Đài thiên văn Zvjezdarnica Višnjan | K. Korlević                                            |
| 13423 Bobwoolley       | 1999 VR22    | 13 tháng 11 năm 1999 | Fountain Hills                     | C. W. Juels                                            |
| 13424 Margalida        | 1999 VD24    | 8 tháng 11 năm 1999  | Majorca                            | R. Pacheco, À. López                                   |
| 13425 Waynebrown       | 1999 VG24    | 15 tháng 11 năm 1999 | Fountain Hills                     | C. W. Juels                                            |
| 13426 -                | 1999 VA25    | 13 tháng 11 năm 1999 | Oizumi                             | T. Kobayashi                                           |
| 13427 -                | 1999 VM25    | 13 tháng 11 năm 1999 | Oizumi                             | T. Kobayashi                                           |
| 13428 -                | 1999 VC35    | 3 tháng 11 năm 1999  | Socorro                            | LINEAR                                                 |
| 13429 -                | 1999 VM35    | 3 tháng 11 năm 1999  | Socorro                            | LINEAR                                                 |
| 13430 -                | 1999 VM36    | 3 tháng 11 năm 1999  | Socorro                            | LINEAR                                                 |
| 13431 -                | 1999 VB37    | 3 tháng 11 năm 1999  | Socorro                            | LINEAR                                                 |
| 13432 -                | 1999 VW49    | 3 tháng 11 năm 1999  | Socorro                            | LINEAR                                                 |
| 13433 Phelps           | 1999 VP52    | 3 tháng 11 năm 1999  | Socorro                            | LINEAR                                                 |
| 13434 Adamquade        | 1999 VK58    | 4 tháng 11 năm 1999  | Socorro                            | LINEAR                                                 |
| 13435 Rohret           | 1999 VX67    | 4 tháng 11 năm 1999  | Socorro                            | LINEAR                                                 |
| 13436 Enid             | 1999 WF      | 17 tháng 11 năm 1999 | Zeno                               | T. Stafford                                            |
| 13437 Wellton-Persson  | 1999 WF8     | 28 tháng 11 năm 1999 | Kvistaberg                         | Uppsala-DLR Asteroid Survey                            |
| 13438 Marthanalexander | 1999 XD86    | 7 tháng 12 năm 1999  | Socorro                            | LINEAR                                                 |
| 13439 -                | 2072 P-L     | 24 tháng 9 năm 1960  | Palomar                            | C. J. van Houten, I. van Houten-Groeneveld, T. Gehrels |
| 13440 -                | 2095 P-L     | 24 tháng 9 năm 1960  | Palomar                            | C. J. van Houten, I. van Houten-Groeneveld, T. Gehrels |
| 13441 -                | 2098 P-L     | 24 tháng 9 năm 1960  | Palomar                            | C. J. van Houten, I. van Houten-Groeneveld, T. Gehrels |
| 13442 -                | 2646 P-L     | 24 tháng 9 năm 1960  | Palomar                            | C. J. van Houten, I. van Houten-Groeneveld, T. Gehrels |
| 13443 -                | 2785 P-L     | 16 tháng 9 năm 1960  | Palomar                            | C. J. van Houten, I. van Houten-Groeneveld, T. Gehrels |
| 13444 -                | 3040 P-L     | 24 tháng 9 năm 1960  | Palomar                            | C. J. van Houten, I. van Houten-Groeneveld, T. Gehrels |
| 13445 -                | 3063 P-L     | 24 tháng 9 năm 1960  | Palomar                            | C. J. van Houten, I. van Houten-Groeneveld, T. Gehrels |
| 13446 -                | 3087 P-L     | 24 tháng 9 năm 1960  | Palomar                            | C. J. van Houten, I. van Houten-Groeneveld, T. Gehrels |
| 13447 -                | 4115 P-L     | 24 tháng 9 năm 1960  | Palomar                            | C. J. van Houten, I. van Houten-Groeneveld, T. Gehrels |
| 13448 -                | 4526 P-L     | 24 tháng 9 năm 1960  | Palomar                            | C. J. van Houten, I. van Houten-Groeneveld, T. Gehrels |
| 13449 -                | 4845 P-L     | 24 tháng 9 năm 1960  | Palomar                            | C. J. van Houten, I. van Houten-Groeneveld, T. Gehrels |
| 13450 -                | 6077 P-L     | 24 tháng 9 năm 1960  | Palomar                            | C. J. van Houten, I. van Houten-Groeneveld, T. Gehrels |
| 13451 -                | 6103 P-L     | 24 tháng 9 năm 1960  | Palomar                            | C. J. van Houten, I. van Houten-Groeneveld, T. Gehrels |
| 13452 -                | 6513 P-L     | 24 tháng 9 năm 1960  | Palomar                            | C. J. van Houten, I. van Houten-Groeneveld, T. Gehrels |
| 13453 -                | 6538 P-L     | 24 tháng 9 năm 1960  | Palomar                            | C. J. van Houten, I. van Houten-Groeneveld, T. Gehrels |
| 13454 -                | 6594 P-L     | 24 tháng 9 năm 1960  | Palomar                            | C. J. van Houten, I. van Houten-Groeneveld, T. Gehrels |
| 13455 -                | 6626 P-L     | 24 tháng 9 năm 1960  | Palomar                            | C. J. van Houten, I. van Houten-Groeneveld, T. Gehrels |
| 13456 -                | 6640 P-L     | 16 tháng 9 năm 1960  | Palomar                            | C. J. van Houten, I. van Houten-Groeneveld, T. Gehrels |
| 13457 -                | 6761 P-L     | 24 tháng 9 năm 1960  | Palomar                            | C. J. van Houten, I. van Houten-Groeneveld, T. Gehrels |
| 13458 -                | 4214 T-1     | 26 tháng 3 năm 1971  | Palomar                            | C. J. van Houten, I. van Houten-Groeneveld, T. Gehrels |
| 13459 -                | 4235 T-1     | 26 tháng 3 năm 1971  | Palomar                            | C. J. van Houten, I. van Houten-Groeneveld, T. Gehrels |
| 13460 -                | 1083 T-2     | 29 tháng 9 năm 1973  | Palomar                            | C. J. van Houten, I. van Houten-Groeneveld, T. Gehrels |
| 13461 -                | 1607 T-2     | 24 tháng 9 năm 1973  | Palomar                            | C. J. van Houten, I. van Houten-Groeneveld, T. Gehrels |
| 13462 -                | 2076 T-2     | 29 tháng 9 năm 1973  | Palomar                            | C. J. van Houten, I. van Houten-Groeneveld, T. Gehrels |
| 13463 Antiphos         | 5159 T-2     | 25 tháng 9 năm 1973  | Palomar                            | C. J. van Houten, I. van Houten-Groeneveld, T. Gehrels |
| 13464 -                | 1036 T-3     | 17 tháng 10 năm 1977 | Palomar                            | C. J. van Houten, I. van Houten-Groeneveld, T. Gehrels |
| 13465 -                | 1194 T-3     | 17 tháng 10 năm 1977 | Palomar                            | C. J. van Houten, I. van Houten-Groeneveld, T. Gehrels |
| 13466 -                | 2349 T-3     | 16 tháng 10 năm 1977 | Palomar                            | C. J. van Houten, I. van Houten-Groeneveld, T. Gehrels |
| 13467 -                | 2676 T-3     | 11 tháng 10 năm 1977 | Palomar                            | C. J. van Houten, I. van Houten-Groeneveld, T. Gehrels |
| 13468 -                | 3378 T-3     | 16 tháng 10 năm 1977 | Palomar                            | C. J. van Houten, I. van Houten-Groeneveld, T. Gehrels |
| 13469 -                | 3424 T-3     | 16 tháng 10 năm 1977 | Palomar                            | C. J. van Houten, I. van Houten-Groeneveld, T. Gehrels |
| 13470 -                | 3517 T-3     | 16 tháng 10 năm 1977 | Palomar                            | C. J. van Houten, I. van Houten-Groeneveld, T. Gehrels |
| 13471 -                | 4046 T-3     | 16 tháng 10 năm 1977 | Palomar                            | C. J. van Houten, I. van Houten-Groeneveld, T. Gehrels |
| 13472 -                | 4064 T-3     | 16 tháng 10 năm 1977 | Palomar                            | C. J. van Houten, I. van Houten-Groeneveld, T. Gehrels |
| 13473 Hokema           | 1953 GJ      | 7 tháng 4 năm 1953   | Heidelberg                         | K. Reinmuth                                            |
| 13474 Vʹyus            | 1973 QO1     | 29 tháng 8 năm 1973  | Nauchnij                           | T. M. Smirnova                                         |
| 13475 Orestes          | 1973 SX      | 19 tháng 9 năm 1973  | Palomar                            | C. J. van Houten, I. van Houten-Groeneveld, T. Gehrels |
| 13476 -                | 1974 QF      | 16 tháng 8 năm 1974  | El Leoncito                        | Felix Aguilar Observatory                              |
| 13477 Utkin            | 1975 VW5     | 5 tháng 11 năm 1975  | Nauchnij                           | L. I. Chernykh                                         |
| 13478 Fraunhofer       | 1976 DB1     | 27 tháng 2 năm 1976  | Tautenburg Observatory             | F. Börngen                                             |
| 13479 Vet              | 1977 TO6     | 8 tháng 10 năm 1977  | Nauchnij                           | L. I. Chernykh                                         |
| 13480 Potapov          | 1978 PX3     | 9 tháng 8 năm 1978   | Nauchnij                           | N. S. Chernykh, L. I. Chernykh                         |
| 13481 -                | 1978 VM11    | 6 tháng 11 năm 1978  | Palomar                            | E. F. Helin, S. J. Bus                                 |
| 13482 Igorfedorov      | 1979 HN5     | 25 tháng 4 năm 1979  | Nauchnij                           | N. S. Chernykh                                         |
| 13483 -                | 1980 SF      | 16 tháng 9 năm 1980  | Kleť                               | Z. Vávrová                                             |
| 13484 -                | 1981 EA16    | 1 tháng 3 năm 1981   | Siding Spring                      | S. J. Bus                                              |
| 13485 -                | 1981 QJ3     | 25 tháng 8 năm 1981  | La Silla                           | H. Debehogne                                           |
| 13486 -                | 1981 UT29    | 24 tháng 10 năm 1981 | Palomar                            | S. J. Bus                                              |
| 13487 -                | 1981 VN      | 2 tháng 11 năm 1981  | Anderson Mesa                      | B. A. Skiff                                            |
| 13488 Savanov          | 1982 TK1     | 14 tháng 10 năm 1982 | Nauchnij                           | L. G. Karachkina                                       |
| 13489 Dmitrienko       | 1982 UO6     | 20 tháng 10 năm 1982 | Nauchnij                           | L. G. Karachkina                                       |
| 13490 -                | 1984 BZ6     | 26 tháng 1 năm 1984  | Palomar                            | E. Bowell                                              |
| 13491 -                | 1984 UJ1     | 28 tháng 10 năm 1984 | Kleť                               | A. Mrkos                                               |
| 13492 Vitalijzakharov  | 1984 YE4     | 27 tháng 12 năm 1984 | Nauchnij                           | L. G. Karachkina                                       |
| 13493 Lockwood         | 1985 PT      | 14 tháng 8 năm 1985  | Anderson Mesa                      | E. Bowell                                              |
| 13494 Treiso           | 1985 RT      | 14 tháng 9 năm 1985  | Anderson Mesa                      | E. Bowell                                              |
| 13495 -                | 1985 RD3     | 6 tháng 9 năm 1985   | La Silla                           | H. Debehogne                                           |
| 13496 -                | 1985 RF3     | 6 tháng 9 năm 1985   | La Silla                           | H. Debehogne                                           |
| 13497 Ronstone         | 1986 EK1     | 5 tháng 3 năm 1986   | Anderson Mesa                      | E. Bowell                                              |
| 13498 -                | 1986 PX      | 6 tháng 8 năm 1986   | Smolyan                            | E. W. Elst, V. G. Ivanova                              |
| 13499 Steinberg        | 1986 TQ5     | 1 tháng 10 năm 1986  | Caussols                           | CERGA                                                  |
| 13500 Viscardy         | 1987 PM      | 6 tháng 8 năm 1987   | Caussols                           | CERGA                                                  |